# Cliotrypa serratula
Cliotrypa serratula is een mosdiertjessoort uit de familie van de Fistuliporidae. De wetenschappelijke naam van de soort is voor het eerst geldig gepubliceerd in 2008 door Ernst.